# Johann Ludwig Bach

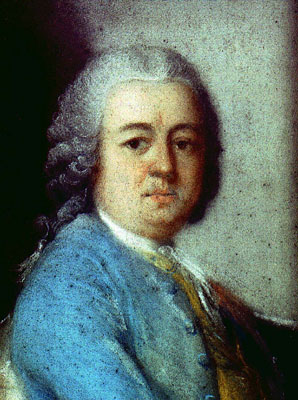
Johann Ludwig Bach.

Johann Ludwig Bach (4 de febrero de 1677 - 1 de marzo de 1731) fue un organista y compositor alemán, llamado el "Bach de Meiningen".

## Biografía
Hijo de Jacob Bach, nació en Thal. Tras sus estudios musicales y teológicos en Gotha, fue kantor en la ciudad de Ruhla. Luego fue llamado en 1699 a la corte de Meiningen, donde en 1703, propuesto por el príncipe Bernardo I de Sajonia-Meiningen, fue nombrado kantor y maestro de pajes. Fue director de la orquesta local de la corte desde 1711 y tuvo el honor de ver sus partituras copiadas por Johann Sebastian Bach, el cual era su primo segundo.
Murió en esa ciudad.
Fue padre de:
- Gottlieb Friedrich Bach (1714-1785).
- Samuel Anton Bach (1713-1781).

## Obra
Sus obras se caracterizan por la fusión de los estilo alemán e italiano.
- 18 cantatas (4 copiadas por Johann Sebastian e interpretadas en Leipzig en 1726)
- 15 motetes.
- 4 misas. (la misa en Sol mayor copiada en parte por Johann Sebastian)
- 1 magníficat a 8.
- Trauermusik para la muerte del duque Ernesto Luis (1724)
- Suite en Sol mayor para orquesta. (1715)
- 1 pasión (1713) (perdida).

Una de sus cantatas, "Denn du wirst meine Seele..." ("Porque tú no dejarás que mi alma...") aparece en el catálogo BWV como obra de Bach (BWV 15).